# Едіт Дарем
Едіт Дарем (англ. Edith Durham; нар. 8 грудня 1863, Лондон — пом. 15 листопада 1944, там же) — британська мандрівниця-дослідниця, письменниця та художниця, відома своїми антропологічними дослідженнями Албанії на початку XX століття.

## Біографія
Едіт була найстаршою із дев'яти дітей у багатодітній родині. Навчалася у Бедфордському коледжі, першому вищому навчальному закладі для жінок у Британії, а після його закінчення в 1882 році вступила до Королівської академії мистецтв, щоб спробувати себе у художниця. Пізніше її малюнки амфібій та рептилій увійшли в опубліковану в 1899 році книгу Cambridge Natural History.
Після смерті батька Едіт взяла на себе турботу про хвору матір, й це затягнулося на кілька років. До 37-річного віку Едіт була наскільки стомлена, що лікар рекомендував їй для відновлення сил вирушити у закордонну відпустку. Тоді вона вирішила вирушити морем до Далмації, потім з Трієсти в Котор, а потім сушею дісталася столиці Чорногорії. Ця поїздка справила незабутнє враження на Дарем, й впродовж наступних дванадцяти років вона подорожувала Балканами, віддаючи перевагу Албанії, яка на той час була найбільш ізольованою і слаборозвиненою територією Європи.
Під час своїх подорожей Едіт працювала в різних благодійних організаціях, малювала і писала про життя людей, збирала фольклор і предмети народного мистецтва (в тому числі зразки традиційного одягу та прикраси). Її робота мала велике антропологічне значення, вона часто писала статті в журнал «Людина» і стала членом Королівського антропологічного інституту. Однак саме славу їй принесли її книги, а не картини й колекція зібраних антропологічних матеріалів. Вона написала кілька книг, з яких найвідомішою стала High Albania, яка й досі має популярність.
Попри те, що Дарем була самотньою жінкою-мандрівницею, в Албанії її добре прийняли, а трохи пізніше навіть охрестили «Mbretëresha e Malësoreve» (Королева тих, що живуть у горах). Після її смерті велика частина робіт і зібраних нею колекцій була віддана різним музеям та університетам.